# Matthias Burchardt
Matthias Burchardt (* 1966 in Köln) ist ein deutscher Philosoph, Pädagoge und Publizist mit den Schwerpunkten Philosophie der Bildung und Anthropologie. In zahlreichen Publikationen und Vorträgen wendet er sich gegen die Ökonomisierung aller Lebensbereiche und insbesondere des Bildungswesens und kritisiert entsprechende Konzepte der Bildungsreform.

## Leben
Burchardt studierte zunächst an der Universität zu Köln Germanistik, Philosophie, Pädagogik, Theater-, Film- und Fernsehwissenschaften für das Erste Staatsexamen für das Lehramt an Gymnasien. Er wurde 1999 promoviert, seine Dissertation widmete sich dem Thema Erziehung im Weltbezug: Zur pädagogischen Anthropologie Eugen Finks.
Er ist Akademischer Rat am Institut für Bildungsphilosophie, Anthropologie und Pädagogik der Lebensspanne an der Universität zu Köln.
Mehrere Jahre arbeitete Burchardt für EinsLive (Westdeutschen Rundfunk): Die Sendung Ja? Nein? Jein! behandelte „Gewissenskonflikte zwischen Tiefsinn und Alltagsfragen.“
Er ist in der Querdenker-Szene aktiv.
Burchardt ist verheiratet und Vater von vier Kindern.

## Positionen
Burchardt vertritt eine kritische Position gegenüber Bildungsreformen in Deutschland, dabei stellt er besonders PISA, Bologna und die Gymnasialreformen infrage. Er analysiert die Rolle von Verlagen und operativen Stiftungen wie Bertelsmann und Pearson, von Persönlichkeiten wie Andreas Schleicher und von der OECD. Fachlichkeit, pädagogische Urteilskraft, didaktische und methodische Fähigkeiten und Persönlichkeitsbildung seien in dem „taylorisierten System der schönen neuen Lernwelt“ eher hinderlich, die Reduzierung des Lehrers auf einen Lernbegleiter stelle eine Deprofessionalisierung dar.
Burchardt gehörte zu den Unterzeichnern der Fünf Einsprüche gegen die technokratische Umsteuerung des Bildungswesens: Das Bildungswesen ist kein Wirtschaftsbetrieb! vom Oktober 2005. Er ist Initiator der Kölner Erklärung Zum Selbstverständnis der Universität (2009).
Das System des achtjährigen Gymnasiums erscheint Burchardt als ein „bedenkliches Experiment mit den Schüler(inne)n, die einen hohen Preis entrichten müssen, wenn sich nicht Eltern und Lehrer finden, die sie vor der ökonomistischen Indoktrination schützen und ihnen Gelegenheit zur umfassenden Menschenbildung und Übernahme gesellschaftlicher Verantwortung geben.“
Ökonomisierung
Burchardt kritisiert, dass ein „managerialer Umgang mit dem eigenen Leben“ als Patentrezept für alle biographischen Probleme präsentiert werde. „Im Sinne dessen, was Blüm als ökonomischen Totalitarismus bezeichnet, wird die Rationalität des Marktes, welche in der ökonomischen Sphäre durchaus sinnvoll sein kann, auf alle anderen Lebensbereiche ausgedehnt. Wettbewerb, Kosten-Nutzen-Kalkül, Angebot und Nachfrage, Investition und Rendite, kreative Zerstörung und permanente Innovation erscheinen nunmehr als normative Kriterien in allen Lebensbereichen.“ Menschen sollen sich zum homo oeconomicus, zum „unternehmerischen Selbst“ (Ulrich Bröckling) transformieren, um im Wettbewerb um das knappe Gut der Sozialchancen bestehen zu können. Die sozialpolitische Botschaft sieht Burchardt als ambivalent an: „Wer Investitionen in seine Gesundheit, seine Schönheit, sein soziales Ansehen oder seine Fähigkeiten versäumt, ist für sein Scheitern selbst verantwortlich und braucht nicht mehr auf die Solidarität der Gemeinschaft zu hoffen.“
Digitalisierung und Digitalpakt
Burchardt unterscheidet kurzfristig erforderliche Qualifikationen und Kenntnisse, zu denen er digitale Kenntnisse und Fertigkeiten rechnet, von den längerfristig bedeutsamen kognitiven und praktischen Konzepten. Diesen ordnet er übergreifende Ziele der allgemeinen Menschenbildung über. Beim Lernen trennt er zwischen Gegenständen und Verfahren des Lernens, Digitales könne auch analog vermittelt werden. Burchardt bewertet die Auffassung, dass etwa Tablets und Smartboards Bildung besser als die traditionelle Pädagogik vermitteln könnten, als „digitalen Fetischismus“. Pädagogische Praxis sei nicht von den Medien her zu denken, sondern der Medieneinsatz folge aus der didaktischen Entscheidung der Lehrperson. Burchardt warnt außerdem vor dem Konzept der learning analytics, vor allem im Bereich des E-Learnings, wie es etwa bei Dirk Ifenthaler vorliege. Damit verbunden sieht er die Gefahr des Bildungscontrollings. Er kritisiert die Digitalisierungsinitiative Johanna Wankas, die Digitalisierungsoffensiven in der Bildungspolitik und den Digitalpakt. Pädagogik werde zur Sozialtechnologie transformiert, erziehungswissenschaftliche Reflexion durch Statistik ersetzt.
2019 beurteilte er Digitalisierung als Teil der Entwicklungstendenz zu einem totalitären Überwachungskapitalismus.

## Mitgliedschaften und Funktionen
- Mitglied der interdisziplinären Arbeitsgemeinschaft „Ärzte für Aufklärung“[17]
- Zweiter Vorsitzender der umstrittenen „Hannah Arendt-Akademie der Denker“[18][19][20]

## Bibliografie
Monografien
- Erziehung im Weltbezug: Zur pädagogischen Anthropologie Eugen Finks (Epistemata – Würzburger wissenschaftliche Schriften. Reihe Philosophie). Königshausen & Neumann, Würzburg 2001, ISBN 978-3-8260-1973-9.
- mit Nora Hespers und Andrea Mayer: Ja? Nein? ... Jein!: Kompass für den alltäglichen Gewissenskonflikt. In: KiWi. 2012, ISBN 978-3-462-04361-7.
- Matthias Burchardt, Rita Molzberger (Hrsg.): Bildung im Widerstand. Festschrift für Ursula Frost. Königshausen & Neumann, Würzburg (Oktober) 2017, ISBN 978-3-8260-6067-0.
- mit Jochen Krautz: Time for Change? Teil I: Schule zwischen demokratischem Bildungsauftrag und manipulativer Steuerung. Kopaed Verlag, 2018, ISBN 978-3-86736-421-8.
- mit Jochen Krautz: Im Hamsterrad: Schule zwischen Überlastung und Anpassungsdruck – Time for Change? Teil II. Kopaed Verlag, 2019, ISBN 978-3-86736-557-4.
- mit Ulrike Baureithel, Ursula Holtgre u. a.: Lockdown 2020: Wie ein Virus dazu benutzt wird, die Gesellschaft zu verändern. Promedia Verlag, 2020, ISBN 978-3-85371-473-7.
- mit Ulrike Guérot: Das Phänomen Guérot. Demokratie im Treibsand. Klarsicht, Hamburg 2023, ISBN 978-3-98584-238-4.

Beiträge in Zeitschriften und Sammelbänden
- Sinn, Anderer, Welt – Eugen Finks Modell des Beratungsgespräches. In: Im Gespräch. Nr. 4 (2002) S. 19–30.
- Vom Pädagogischen Sinn der Gemeinschaft – eine Problemerkundung am Beispiel von Pestalozzis »Abendstunde eines Einsiedlers«. In: Im Gespräch. Nr. 10 (2005) S. 31–43.
- Prüfung – Machtritual oder Ort existenzieller Bildung? In: Vierteljahrsschrift für wissenschaftliche Pädagogik. (Verlag Ferdinand Schöningh Paderborn) Heft 3 (2005), S. 333–344.
- Abschied vom Menschen? In: Vierteljahrsschrift für wissenschaftliche Pädagogik. Heft 3 (2006), S. 357–365.
- Von der Verantwortung der Verantwortung. In: Vierteljahrsschrift für wissenschaftliche Pädagogik. Heft 1 (2007), S. 68–79.
- Beratung. In: Handbuch der Erziehungswissenschaft. Verlag Ferdinand Schöningh, Paderborn 2007.
- Pädagogische Anthropologie. In: Handbuch der Erziehungswissenschaft. Verlag Ferdinand Schöningh, Paderborn 2007.
- als Hrsg. mit Rita Molzberger: Unabhängiger Bildungsbericht. Köln und Umgebung 2007. Norderstedt 2007.
- zukunftsfähig. In: Vierteljahrsschrift für wissenschaftliche Pädagogik. Heft 4 (2008), S. 501–502.
- Liebesgrüße aus Gütersloh. In: Ursula Frost und Markus Rieger-Ladich (Hrsg.): Demokratie setzt aus.Gegen die sanfte Liquidation einer politischen Lebensform, Sonderheft Vierteljahresschrift für Wissenschaftliche Pädagogik, Verlag Ferdinand Schöningh, Paderborn 2012, S. 59–71. ISBN 978-3-506-77642-6
- G8 als Baustein eines Reformputsches gegen die humanistische Bildungskultur. In: Volker Ladenthin (Hrsg.): weniger ist weniger: G8 und die Kollateralschäden – Analysen und Materialien (Pädagogik in Europa in Geschichte und Gegenwart / Pedagogics in Europe: The Past and The Future), Verlag für Kultur und Wissenschaft, 22. Januar 2016. ISBN 978-3-86269-106-7
- John Dewey. Learning by Dewing – Demokratie und Erziehung. In: Benedikt Wisniewski und Andreas Schöps (Hrsg.): Pädagogen auf Abwegen. Ideen, Ideal und Irrungen großer Schulreformer. Hohengehren 2016, S. 115–126.
- „herunterbrechen“ In: Vierteljahrsschrift für wissenschaftliche Pädagogik. 2017, Heft 4, S. 568–569.
- Wer sich nicht ändert, wird verändert. Governance, Schulentwicklung, Change als Bausteine totaler Steuerung. In: Krautz, Jochen/Burchardt, Mattias, 2018, S. 61–80.
- Verträge, Prozeduren, Trainingsraum – Versuch über den pädotechnischen Autoritarismus. In: Oliver Decker und Christoph Türcke (Hrsg.): Autoritarismus. Kritische Theorie – Psychoanalytische Praxis 6. Gießen, 2019, S. 163–177.

Broschüren
- Matthias Burchardt: Wider die neoliberale Zurichtung des Menschen. Pad Verlag, 2017